# Hradčany (okres Přerov)
Hradčany jsou obec ležící v okrese Přerov, východně od Přerova. Žije zde 328 obyvatel.

## Název
Na vesnici bylo přeneseno původní pojmenování jejích obyvatel hradčěné, které znamenalo buď "lidé z Hradce" (lidé, kteří odtamtud přišli) nebo "lidé povinní službou u hradu".

## Historie
První písemná zmínka o obci pochází z roku 1160.

## Galerie

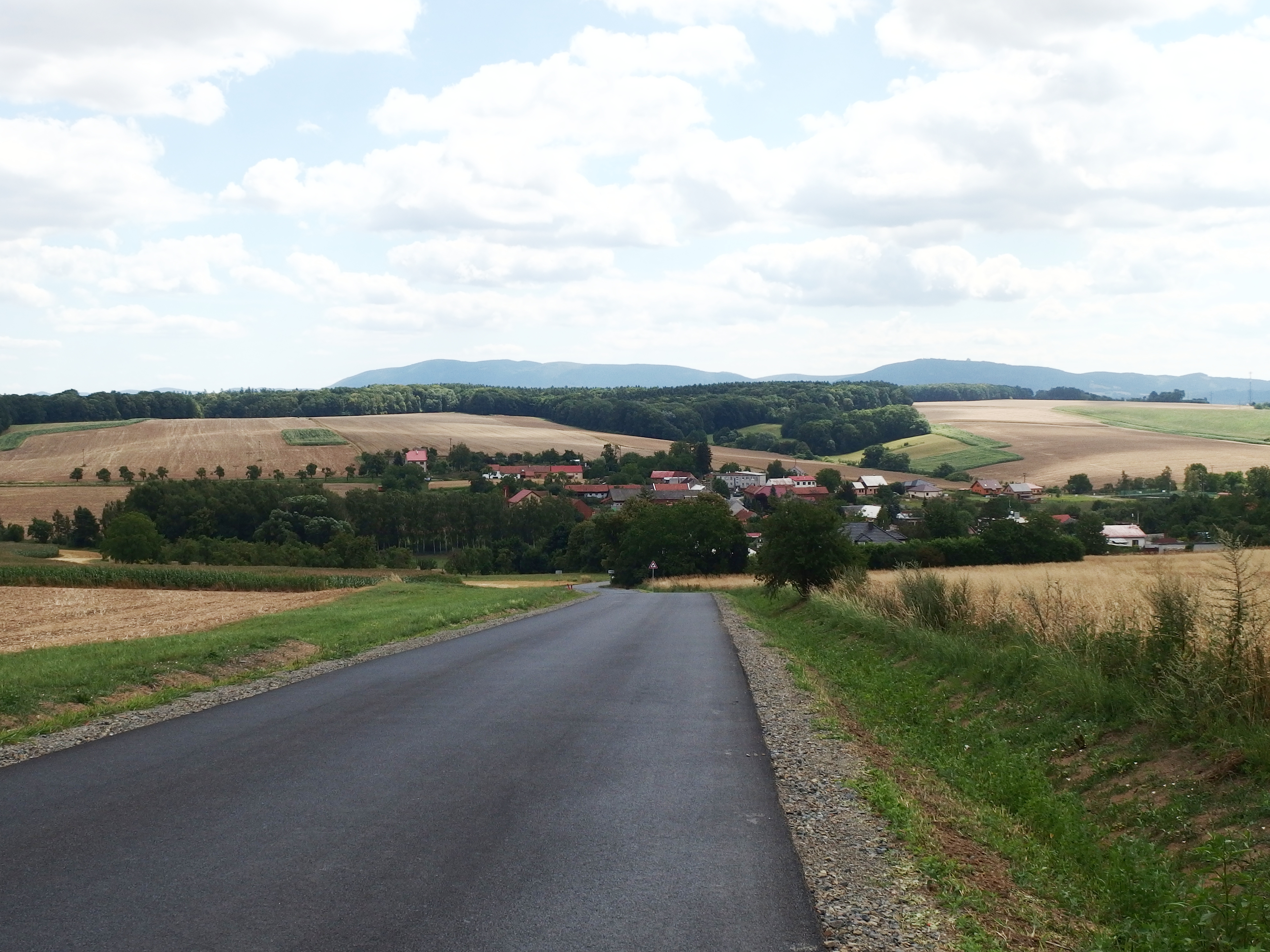
Celkový pohled
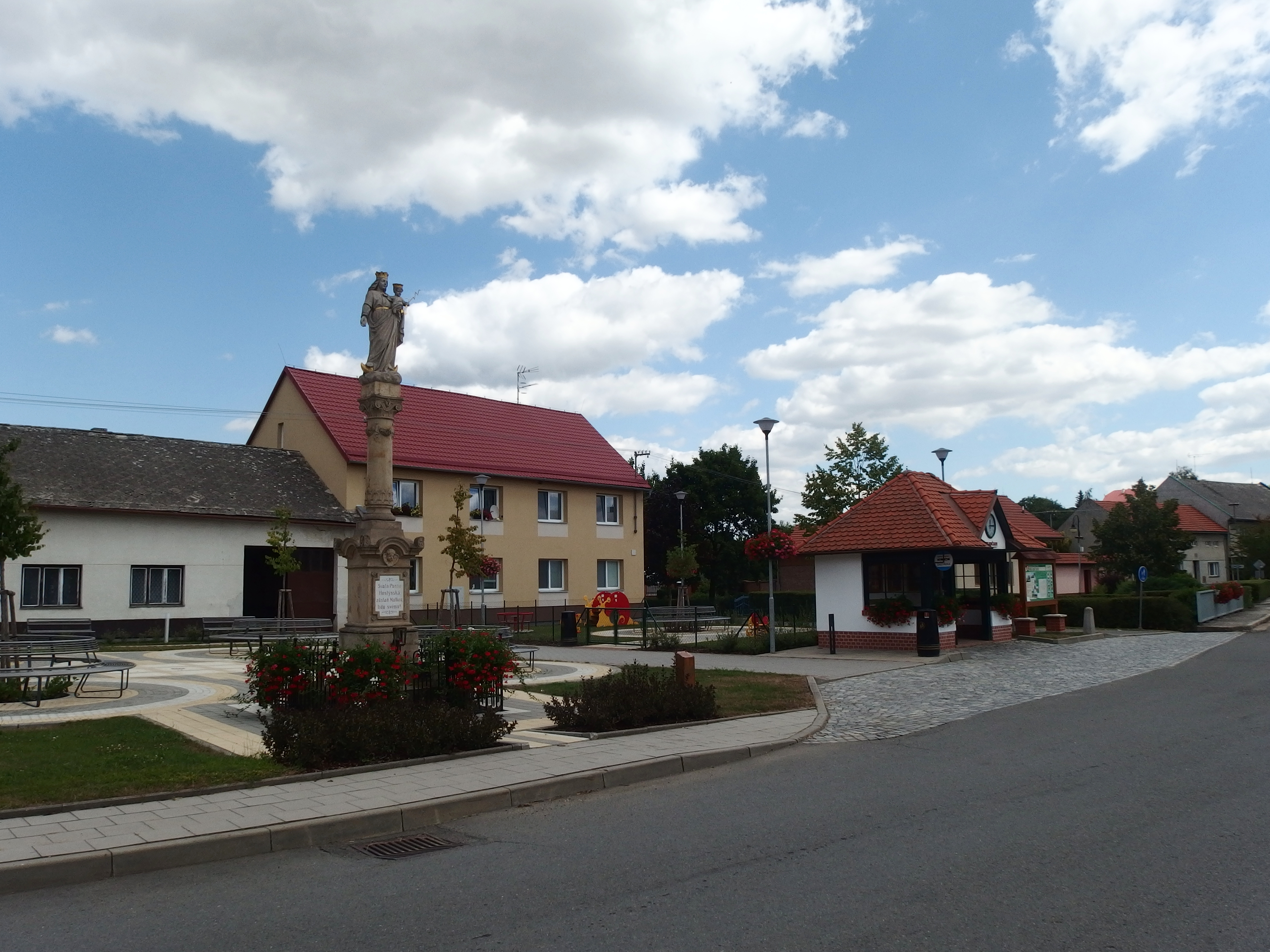
Náves se sloupem se sochou Panny Marie Svatohostýnské
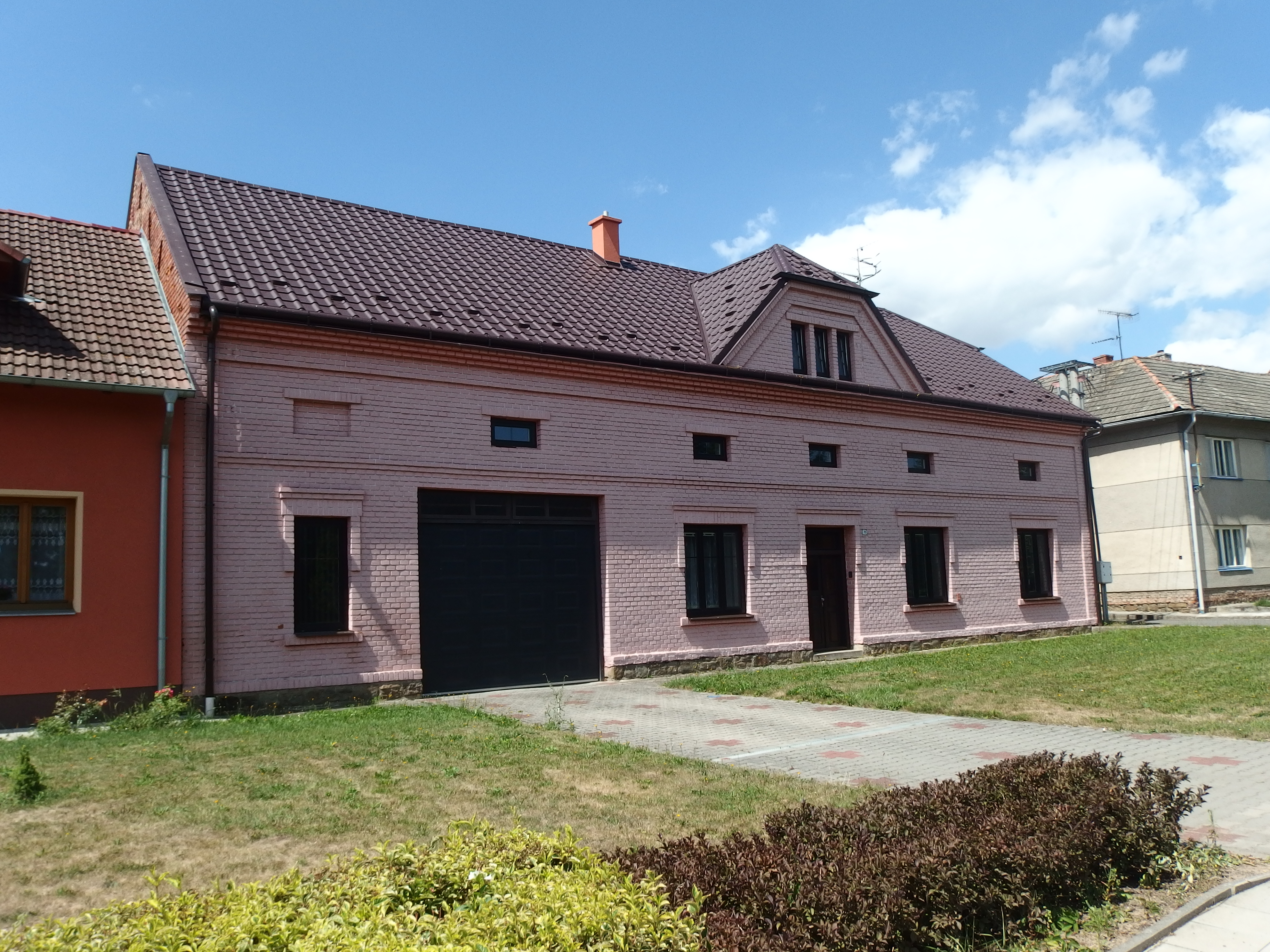
Dům č. p. 75
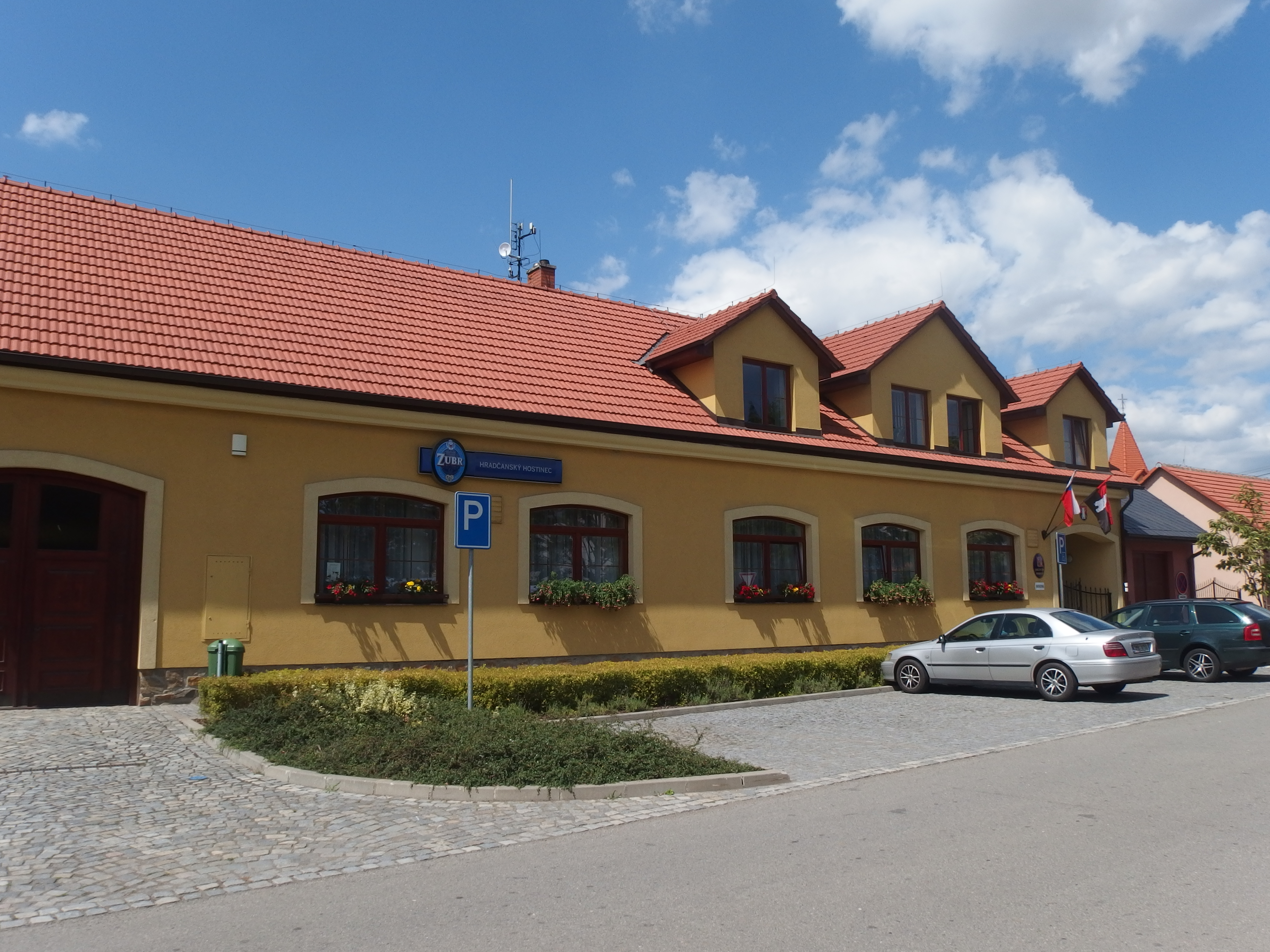
Obecní úřad